# 酒井忠世
酒井忠世（日语：／ Sakai Tadayo，1572年7月14日—1636年4月24日）是江戶時代初期大名。江戶幕府的老中及大老。上野那波藩藩主、伊勢崎藩藩主以及同國厩橋藩第2代藩主。雅樂頭系酒井家宗家第2代當主。
在後世成立的新井白石《藩翰譜》和《武野燭談》等史料中，他與土井利勝和青山忠俊一同作為德川家光的師傅，是「三臣師傅説」中的一人。

## 經歷
在三河國西尾（現今愛知縣西尾市）出生，酒井重忠的長男。仕於德川家康。在天正16年（1588年）於後陽成天皇的聚樂第行幸進行供奉。天正18年（1590年）1月，在家康的繼嗣秀忠與豐臣秀吉初見之際擔任腰物奉行。在家康移入關東的同時，父親重忠被加增並成為武藏國川越城城主。以後從屬於秀忠，在秀吉向朝鮮出兵（文祿慶長之役）時駐守在肥前國名護屋城。在慶長5年（1600年）的關原之戰中，於6月的會津征伐和7月的第二次上田合戰隨軍。
慶長10年（1605年），成為繼承將軍職的秀忠的筆頭年寄。在慶長12年（1607年）7月向移至駿府城的家康祝賀，被任命為雅樂頭。在大坂之陣中擔任秀忠的旗本。元和3年（1617年）7月，因為父親重忠死去而繼承父親的遺領厩橋3萬3千石，此時的領地合共有8萬5千石。元和9年（1623年），在秀忠的嫡子被確定是竹千代（德川家光）後，家光的家老內藤清次死去後，與從弟忠勝一同成為家光的年寄眾。而秀忠的年寄則由井上正就和永井尚政出任。
寬永9年（1632年）5月，作為松平康長的後任而成為西之丸留守居，從江戶城大橋外與家臣一同移到秀忠的舊屋敷西之丸。在7月於家光參拜增上寺之際中風並暈倒，被家光命令休養。之後恢復參與幕政，但是在寬永11年（1634年）6月家光率30萬大軍上洛之際，於7月在西之丸發生火災，忠世上報此事後，被家光命令退去寬永寺而失勢。向德川御三家請求赦免，在寬永11年12月被允許登城，在翌年2月家光面見忠世，5月復職西之丸番，但是沒有恢復老中職。在65歳時逝世。
後繼的長男忠行在不久後亦死去，於是由嫡孫忠清繼任家督。

## 登場作品
- （NHK大河劇 1971年）演員：石濱朗
- （朝日電視台 1978年）演員：增田順司
- （富士電視台 1981年）演員：芝本正
- 『魔界轉生』（東映 1981年）演員：內田朝雄
- （東京電視台 1982年）演員：山岡徹也
- 『大奥 (富士電視劇)』（關西電視台 1983年）演員：瑳川哲朗
- （NHK 1985年）演員：瑳川哲朗
- （東京電視台 1987年）演員：中村錦司
- 『春日局 (大河劇)』（NHK大河劇 1989年）演員：宗近晴見
- （日本電視台 1990年）演員：菅貫太郎
- 『葵德川三代』（NHK大河劇 2000年）演員：岩崎博